# Hélène Duglioli
Hélène Duglioli, épouse Dall'Olio, née en 1472 à Bologne (Italie) et mort le 23 septembre 1520 est une laïque italienne, membre du Tiers-ordre de Saint Augustin, vénérée comme bienheureuse par l'Église catholique. Elle est fêtée le 23 septembre de chaque année

## Biographie
Hélène Duglioli est née à Bologne en 1472 de l'union de Silverio Duglioli et Pentisilea Boccaferri.
Adolescente Hélène souhaite devenir religieuse au sein du couvent Corpus Domini (it) de l'ordre de Sainte-Claire à Bologne mais ses parents s'y opposent et ils arrangent en 1487, son mariage avec Benedetto Dall'Olio, notaire âgé de 40 ans.
Le mariage est harmonieux et heureux. Les époux restent unis trente ans, jusqu'au décès de Benedetto Dall'Olio. Aucun enfant n'est né du mariage. Selon la légende le mariage n'aurait jamais été consommé entre les deux époux et Hélène serait restée vierge.
Elle s'occupe de l'éducation d'une nièce et d'un neveu (qui deviendra religieux dominicain).
Devenue veuve, elle se consacra aux œuvres de charité, dans sa ville natale de Bologne, où on la vénérait déjà comme une sainte de son vivant.
Le pape Léon XII approuve le culte qui lui est rendu et la béatifie le 26 mars 1828.